# Оповідь капітана Порожнечі
«Оповідь капітана Порожнечі» (англ. The Void Captain's Tale) — науково-фантастичний роман американського письменника Нормена Спінреда, написаний у 1983 році. Дія «Оповіді капітана Порожнечі» відбувається через три-чотири тисячі років у майбутньому, в епоху, Другої зоряної ери, місце, до якої Спінред повернувся в романі «Дитя удачі» 1985 року. Книга містить елементи сповіді, любовної історії, еротики та жахів.

## Сюжет
Як і «Дитя удачі», «Оповідь капітана Порожнечі» написана в унікальному поєднанні англійських, іноземних та вигаданих слів — від першої особи, можливо, ненадійного оповідача, капітана корабля Порожнечі Генро Кейна Гупти. Зореліт Генро — це частково транспортне, а частково прогулянкове судно. Поки більшість пасажирів перебувають у підвішеному стані, заможна меншість, «плавуча культура», проводить подорож у гонитві за насолодою — робота Генро полягає в тому, щоб розважати цих пасажирів. На відміну від багатьох науково-фантастичних романів, що зосереджені на технологіях, Генро стверджує, що точна природа космічних подорожей незрозуміла; міжзоряний двигун корабля живиться психічною енергією молодої жінки-пілота. Теодор Стерджен пояснив «еротичну форму космічної подорожі» в книжковому огляді Los Angeles Times Book Review: «Геніальний космічний двигун Спінреда змушує корабельну машину створювати поле… яке на піку та за командою капітана зливається з психікою пілота, змушуючи корабель припинити існування в одному просторовому локусі й знову з'явитися в іншому». Під час польоту пілот відчуває оргазм. Зазвичай пілоти не беруть участі в соціальному житті корабля, і ця професія завдає їм фізичної шкоди.
Спінред окреслює весь сюжет книги на перших сторінках. Решта роману просто заглиблюється в деталі. Більша частина книги присвячена одержимості Генро своєю пілотесою Домінік Алією Ву. Під час стрибка пілоти переживають квазірелігійний екстаз, і Домінік вірить, що за допомогою капітана вона може назавжди злитися з Великим і Єдиним. Зрештою, коли Генро не може встояти перед спокусою, він вступає з пілотесою у статевий акт, що запускає ланцюгову реакцію подій, у результаті яких капітан втрачає як свою сексуальну майстерність, так і статус лідера плавучої культури. Його наростальне віддалення від суспільства та відданість сукубоподібному поклику психічної сирени пілотеси призводять до того, що він врешті-решт підкоряється волі Домінік, і стрибає з корабля без попереднього визначення координат, звільняючи Домінік як від фізичного світу, так і від її сексуальної залежності від схеми стрибка, але замикаючи корабель і його пасажирів у порожнечі між зірками.

## Рецензія
За деякими джерелами, «Оповідь капітана Порожнечі» та «Дитя удачі» отримали «значну увагу». Багато книг Спінреда викликали суперечки, і «Оповідь капітана Порожнечі» з численними відверто сексуальними пасажами не стала винятком. Роман отримав позитивні відгуки в «Лос-Анджелес Таймс» і «Нью-Йорк Таймс», хоча рецензент «Нью-Йорк Таймс» зазначив, що читачам потрібно йти назустріч автору на півдорозі. Рецензент Library Journal («Бібліотечного журналу») висловив схожу думку, але дійшов іншого висновку, зазначивши, що «з цього щільного і складного роману можна вичавити дуже корисний досвід», але назвавши використання мови Спінредом «трудомістким читанням».
Дейв Ленгфорд рецензував «Оповідь капітана Поржнечі» для White Dwarf #64 і заявив, що «історія вдалася. Вона затягнута, загругзла в передвістях, але гонитва за метафізичним білим китом все одно захоплює. Варто прочитати, хоча молодшим читачам, можливо, доведеться захистити вразливих батьків від численних сексуальних сцен.»
«Оповідь капітана Порожнечі» була номінована на премію «Неб'юла» у 1983 році за найкращий роман і на премію «Локус» 1984 року за найкращий науково-фантастичний роман.